# Departamento de Petén
Se även: Petén
Petén är ett departement i Guatemala. Det ligger i den norra delen av landet, 250 km norr om huvudstaden Guatemala City. Antalet invånare är 366 735. Arean är 35 854 kvadratkilometer.
El Petén är det största av Guatemalas departement och gränsear till departementen Alta Verapaz och Izabal i söder, till Mexiko i norr och väst och till Belize i öst. Huvudstad är tätorten Flores.
Terrängen i Petén är varierad.
Petén delas in i:

1. Municipio de Sayaxché
2. Municipio de Santa Ana
3. Municipio de San Luis
4. Municipio de San José
5. Municipio de San Francisco
6. Municipio de San Benito
7. Municipio de San Andrés
8. Municipio de Poptún
9. Municipio de Melchor de Mencos
10. Municipio de La Libertad
11. Municipio de Flores
12. Municipio de Dolores
13. Las Cruces
14. Municipio de El Chal

Följande samhällen finns i Petén:

- Poptún
- Melchor de Mencos
- Dolores
- Sayaxché
- San Luis
- Carmelita